# Sorosio

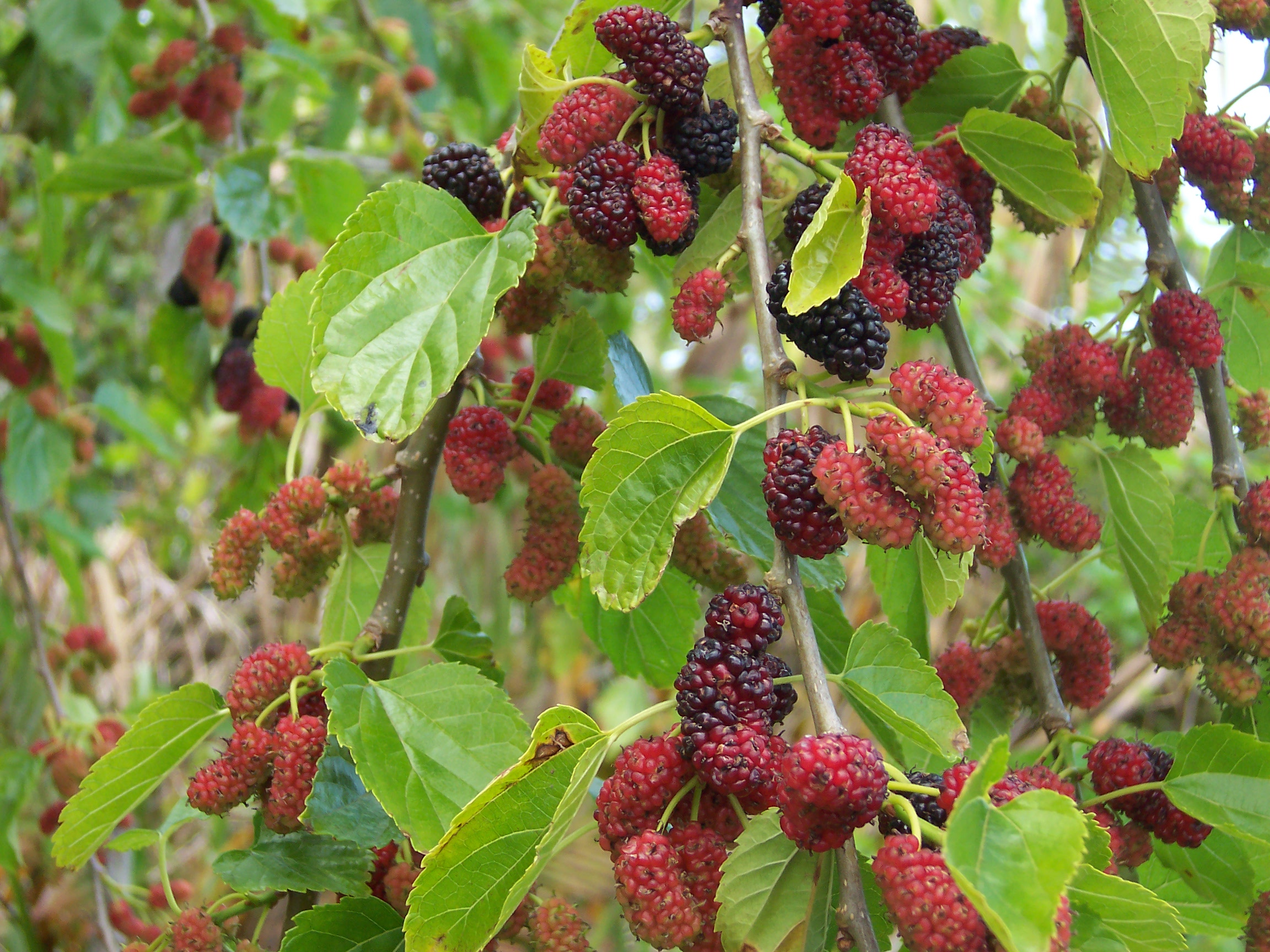
Sorosi di gelso bianco (Morus alba)

Il sorosio è un'infruttescenza che rientra nella categoria dei falsi frutti, essendo originata dall'unione di più frutti veri.
Il nome deriva dal latino sorosis, il quale a sua volta deriva dal greco sorós che significa mucchio.
I numerosi fiori o ovari che danno origine a questo frutto sono solitamente raggruppati a capolino o in amenti.
Esempio caratteristico di sorosio è il frutto del gelso, impropriamente detto "mora di gelso", che è l'unione appressata di frutti succulenti, ciascuno col proprio seme, e ciascuno prodotto da un singolo fiore su un singolo supporto.
Quando i frutti incidono su un supporto comune, ma confluiscono tra loro a costituire un corpo unico quasi o del tutto non separabile, per fusione dei tegumenti, e presentando solo superficialmente tracce della loro genesi, il frutto è detto sincarpo: tipico di questo tipo è l'Ananas o ancora i frutti di Annonaceae come la Cerimoia.
Distinguibili dai comuni sorosi sono altri tipi di "frutti aggregati", che non sono infruttescenze, dato che non sono prodotti da infiorescenze, bensì da fiori singoli.
- la fragola, in cui i frutti, prodotti da un singolo fiore, sono in realtà delle piccole noci del tipo acheni, non commestibili, disperse sulla superficie di un involucro, che invece costituisce il falso frutto succulento e commestibile.
- la comune mora, in cui invece i frutticini, prodotti da un solo fiore, appressati e succulenti, costituiscono un frutto composto.